# Easton (Massachusetts)
Easton es un pueblo ubicado en el condado de Bristol en el estado estadounidense de Massachusetts. En el Censo de 2010 tenía una población de 23.112 habitantes y una densidad poblacional de 305,27 personas por km².

## Geografía
Easton se encuentra ubicado en las coordenadas 42°2′19″N 71°6′31″O / 42.03861, -71.10861. Según la Oficina del Censo de los Estados Unidos, Easton tiene una superficie total de 75.71 km², de la cual 74.47 km² corresponden a tierra firme y (1.64%) 1.24 km² es agua.

## Demografía
Según el censo de 2010, había 23.112 personas residiendo en Easton. La densidad de población era de 305,27 hab./km². De los 23.112 habitantes, Easton estaba compuesto por el 91.48% blancos, el 3.22% eran afroamericanos, el 0.09% eran amerindios, el 2.44% eran asiáticos, el 0.02% eran isleños del Pacífico, el 1.11% eran de otras razas y el 1.64% pertenecían a dos o más razas. Del total de la población el 2.49% eran hispanos o latinos de cualquier raza.